# Empis perpusilla
Empis perpusilla är en tvåvingeart som beskrevs av Collin 1933. Empis perpusilla ingår i släktet Empis och familjen dansflugor. Inga underarter finns listade i Catalogue of Life.